# Ященко Володимир Ілліч
Я́щенко Володи́мир Іллі́ч (12 січня 1959 року, Запоріжжя, УРСР — †30 листопада 1999 року, там же) — радянський легкоатлет, стрибун у висоту, рекордсмен світу, чемпіон Європи. Останній чемпіон у стрибках у висоту стилем «перекидного стрибка» (235 см). Заслужений майстер спорту СРСР (1978).

## Життєпис
Ященко почав займатися стрибками у висоту у віці 12 років у А. Ф. Кудінова, а через два роки — в секції легкої атлетики, де його тренером став Василій Іванович Телегін. У віці 15 років Ященко подолав 203 см.
У 1976 році Володимир Ященко встановив світовий рекорд для юніорів — 222 см, побивши рекорд Валерія Брумеля.
Зріст Володимира Ященко був 193 см, вага — 84 кг.
2 липня 1977 року, під час матчу з легкої атлетики серед юніорів між командами США і СРСР, який проводився в Річмонді (штат Вірджинія), Ященко встановив поспіль три рекорди: спершу — новий світовий рекорд для юніорів — 227 см, потім рекорд Європи — 231 см і потім світовий рекорд — 233 см. Ященко на один сантиметр поліпшив рекорд американця Дуайта Стоунза, який в 1976 році перелетів 232 см.
У 1977 році в Донецьку Ященко став чемпіоном Європи серед юніорів, показавши результат 230 см. У 1977 році Володимир був названий провідними спортивними оглядачами «найкращим спортсменом року».
12 березня 1978 року на чемпіонаті Європи в приміщенні, який проходив у Мілані, Володимир Ященко двічі покращив світовий рекорд зі стрибків у висоту для залів: спершу він подолав 232 см, а потім — 235 см. Ященко став чемпіоном Європи, випередивши стрибуна з НДР Рольфа Бальшмідта, який подолав 232 см. За встановлені рекорди Володимир отримав «Каравелу Колумба» — італійську нагороду для найкращого спортсмена світу.
Володимир Ященко і Рольф Бальшмідт стрибали перекидним способом. Це була остання значна міжнародна перемога стрибунів, які стрибали перекидним способом, над стрибунами, що використовували фосбері-флоп.
16 червня 1978 року в Тбілісі, також під час матчу з легкої атлетики між командами США і СРСР, Ященко поліпшив свій світовий рекорд, подолавши планку на висоті 234 см. На чемпіонаті Європи 1978 Ященко переміг із результатом 230 см.
Згідно з рейтингом «Спортивної газети» за 1978 рік, Ященка назвали серед 10 найкращих атлетів України.
На початку 1979 року Ященко з результатом 226 см переміг на чемпіонаті Європи в залі, який проходив у Відні. Через два тижні Ященко подолав 229 см.
При підготовці до Кубка світу в Токіо Володимир розірвав зв'язки коліна. У серпні 1979 року в ЦІТО прооперували коліно поштовхової ноги Ященка. Операція була невдалою. Потім була ціла серія операцій в СРСР і за кордоном, після якої Ященко уже не зміг досягти свого колишнього рівня в стрибках.
У 1980 році закінчив Запорізький державний педагогічний інститут.
У 1983 році він зміг стрибнути тільки на 210 см, і після цього перестав займатися спортом. У 1983 році Міжнародна федерація легкої атлетики вручили Володимиру медаль за видатні спортивні досягнення.
Незабаром Ященко призивали в армію — він служив у спортроті Одеського військового округу, у складі команди брав участь в своїх останніх офіційних змаганнях — чемпіонаті армійських команд у Москві.
В останні роки життя Ященко зловживав алкоголем.[джерело?] 1999 року його доставили в реанімаційне відділення 9-ї міської лікарні Запоріжжя із діагнозом «посталкогольна кома». Зусилля лікарів виявилися марними: не опритомнівши, Володимир Ященко помер у віці 40 років. 
Похований на Капустяному кладовищі Запоріжжя.

## Вшанування пам'яті
У 2010 році у видавництві «Дике поле» накладом 1000 примірників вийшла книга «Сектор висоти» про Володимира Ященка, написана другом спортсмена Ігорем Тимохіним. Книга проілюстрована художником Анатолієм Кондаковим, а допомогли її видати видавництво «Дике поле» і гендиректор корпорації «Кераміст» Дмитро Зусманович.
У Запоріжжі проводиться меморіал імені Володимира Ященка. У 2012 році меморіал відбувся втринадцяте.
27 червня 2018 року на базі палацу спорту «ZTR» відкрито меморіальну дошку пам'яті Володимира Ященка. Відкриття приурочене до 40-річчя встановлення спортсменом світового рекорду.